# Inegocia
Inegocia is een geslacht van straalvinnige vissen uit de familie van platkopvissen (Platycephalidae).

## Soorten
- Inegocia guttata Cuvier, 1829
- Inegocia harrisii McCulloch, 1914
- Inegocia japonica Tilesius, 1812